# Kong Yaqi
Kong Yaqi (chinois : 孔雅琪), née le 24 janvier 2008 à Ningbo dans le province du Zhejiang en Chine, est une nageuse chinoise. Elle participe notamment aux Jeux olympiques d'été de 2024 à Paris et elle y remporte à 16 ans la médaille de bronze au relais 4 x 200 m nage libre avec l'équipe chinoise, ayant participé au tour préliminaire lui ayant permis de se qualifier.

## Biographie
Kong Yaqi naît le 24 janvier 2008. Elle grandit à Ningbo, dans le province de Zhejiang, en Chine. Kong Yaqi commence à nager à quatre ans, puis elle s'entraîne ensuite régulièrement pendant plusieurs années, et remporte de nombreux championnats de jeunes dans la région,. Elle suit les cours de l'école primaire de Shaocheng, puis de l'école Meishan pour le collège. Aux championnats provinciaux de novembre 2022, dans la catégorie d'âge de 14 à 16 ans, Kong Yaqi est médaillée d'or au 100 m nage libre et au 200 m nage libre féminins.
Elle remporte ensuite la médaille d'argent au relais 4 × 200 m nage libre aux Championnats nationaux de natation en 2023. Cette même année, elle remporte la médaille de bronze en individuel aux Jeux nationaux des étudiants au 100 mètres nage libre et la médaille d'or en tant que membre de l'équipe de relais 4 × 200 m nage libre à Ningbo. Aux Championnats nationaux de natation du printemps 2024, qui se tiennent en mars 2024, elle remporte l'or au 200 m nage libre et l'argent au 100 m nage libre et au 400 m nage libre,. Un mois plus tard, elle participe aux Championnats nationaux de natation ; elle s'y classe cinquième au 200 m nage libre, et elle remporte l'argent au relais 4 × 200 m nage libre,.
Kong Yaqi est sélectionnée pour participer aux Jeux olympiques d'été de 2024 à Paris dans l'épreuve de relais 4 × 200 m nage libre,. Elle n'a que 16 ans, elle est la plus jeune nageuse olympique de 2024 de sa province. Kong Yagi participe au tour préliminaire des Jeux olympiques et participe à ce titre à la performance de l'équipe de relais chinoise qui termine troisième, et elle reçoit aussi la médaille de bronze selon les règles,.